# Ахзарит

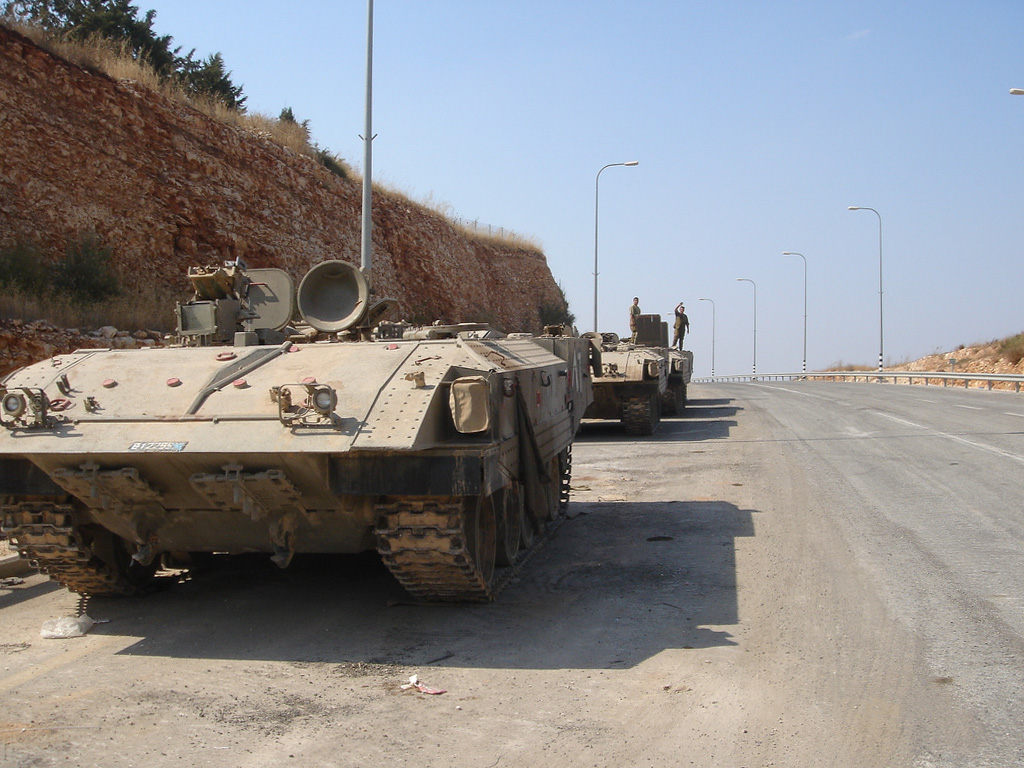
Ахзарит на півночі Ізраїлю. 2006 рік.

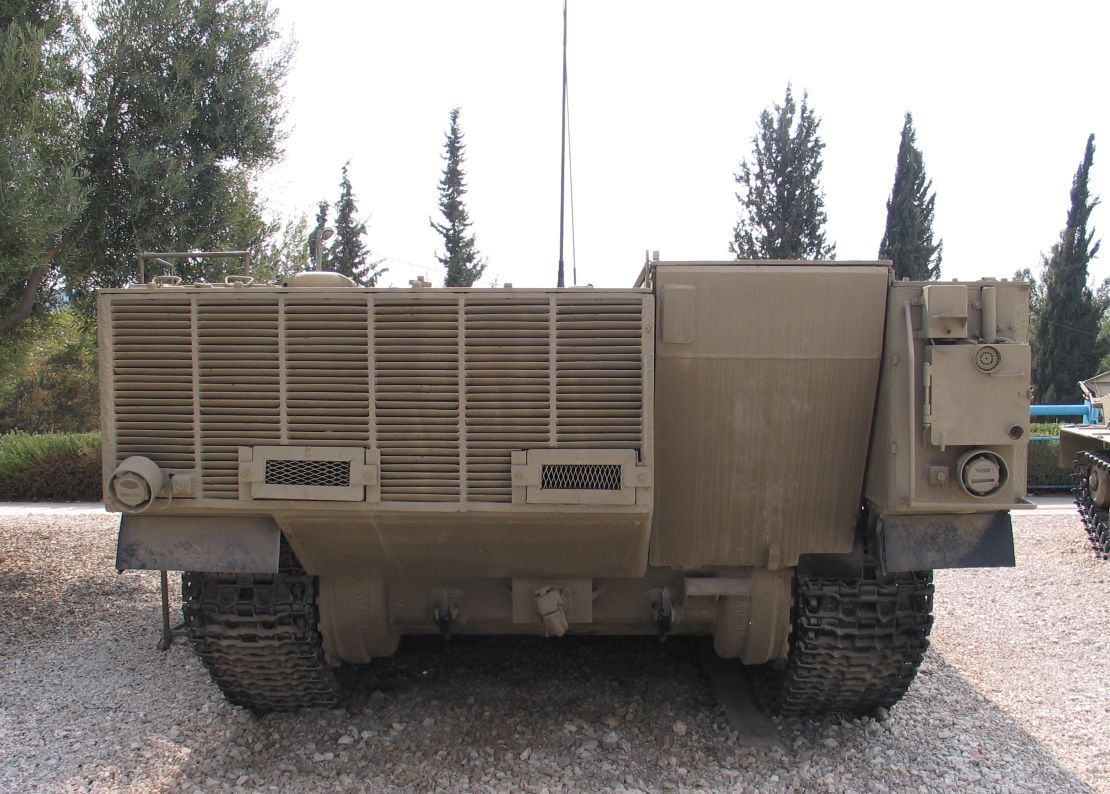
Унікальна конструкція кормової двері збільшує її висоту за рахунок підйому частини даху

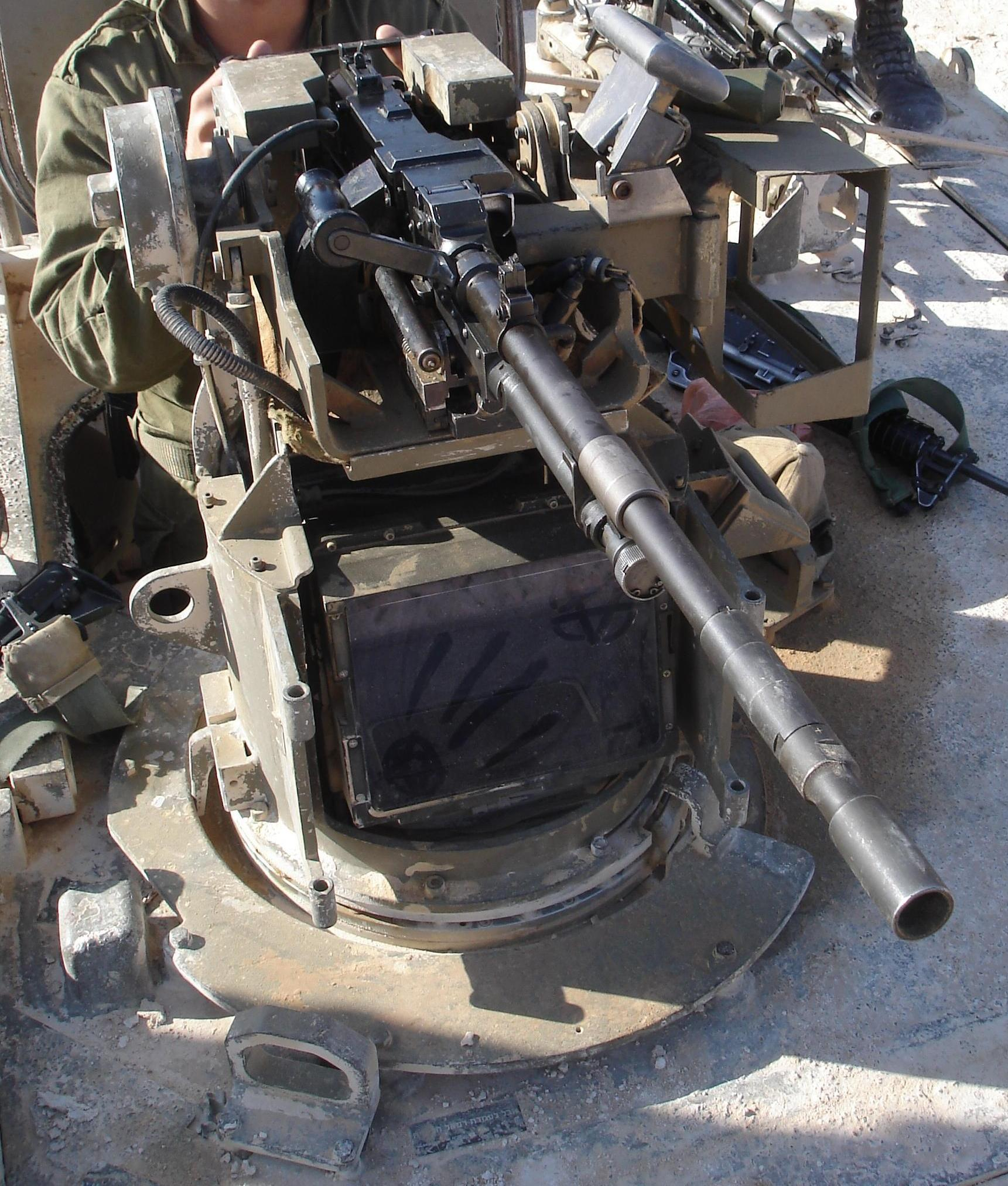
7,62-мм кулемет FN MAG на турельній установці.

«Ахзарит» (івр. אכזרית — «жорстока») — ізраїльський важкий гусеничний бронетранспортер на базі трофейних танків Т-54 і Т-55, захоплених у арабських країн.

## Історія створення
Ситуація, яка склалася в Ізраїлі через регулярні перебої в постачанні державі оборонної техніки привчила ізраїльських військових до дбайливого використання наявного озброєння, військової техніки і обладнання. Багато зразків бронетехніки були багаторазово модернізовані, а коли подальша модернізація ставала неможливою — переобладнані в інші різновиди бронетехніки. Не залишилися без діла і багато трофейних машин, які були захоплені у численних конфліктах, в тому числі сотні Т-54/55, перероблені на танк ТІ-67. Цінуючи життя солдата вище збереження техніки, Ізраїль створив серію важких танків «Меркава», які мають незвичайне передньомоторне компонування з кормовим люком, який дозволяє більш безпечно екіпажу покидати машину в разі влучання під вогонь ворога. Під час Ізраїльсько-ліванського конфлікту 1982 р. ці танки (зі знятими стелажами) були використані в якості БТР, що підтвердило цінність подібної техніки з її стійкістю до ураження засобами протитанкової зброї з кумулятивними боєприпасами. Після тривалих випробувань важких БТР, які зробили з переобладнаних корпусів різних танків, таких як британський «Центуріон» і «Меркава», «Ахзарит» був прийнятий на озброєння армією оборони Ізраїлю і запущений у виробництво в 1988 році.
БТР випускає Служба озброєнь армії оборони Ізраїлю, перші дослідні зразки були виготовлені в 1987 році, серійне виробництво почалося в 1988 році. Станом на 2011 рік, на БТР переобладнано до 500 танків.

## Опис конструкції
БТР «Ахзарит» створено на основі шасі і корпусу танка T-54/55 зі знятою баштою.
Силова установка і трансмісія замінені: раніше встановлений на T-54/55 радянський дизельний двигун замінено більш потужним компактним 8-циліндровим дизельним двигуном «General Motors», що звільнило місце між правим бортом танка і двигуном для коридору до кормової двері, також встановлена нова гідромеханічна трансмісія «Allison».
Корпус істотно перероблений: додано відсік для піхотного десанту, позаду по правому борту корпусу встановлено кормові бронедвері. Конструктивно двері відділення десанту представляють собою відкидну апарель. Унікальна конструкція кормової двері збільшує її висоту (за рахунок підйому за допомогою гідроприводу частини даху при відкритті дверей) і дозволяє вихід десанту «з розгону» (а не поповзом), і навіть без зупинки машини. Крім того, напіввідкриті двері утворюють амбразуру для спостереження і обстрілу «мертвої зони» за машиною.
Кожен член екіпажу (командир, механік-водій і навідник) має свій люк. Кришка люка командира машини являє собою склепінчастий купол і може бути піднята наполовину, щоб поліпшити візуальний огляд місцевості. Позаду трьох люків для екіпажу в даху корпуса БТР розташовані два люка для десантників: один знаходиться в центрі десантного відсіку, другий розташований ліворуч і позаду від нього.
Без башти корпус Т-54/55 важив 27 тонн, до цього додатково додано 17 тонн броні. У поєднанні з низьким силуетом машини це дозволило забезпечити виключно високий рівень захисту БТР. Броньовий захист корпусу додатково посилено накладними перфорованими сталевими листами з карбоновими волокнами, встановлено також комплект динамічного захисту. Інші внутрішні системи також модернізовано.
Замість гармати встановлено 7,62-мм кулемет FN MAG на турельній установці OWS (Overhead Weapon System) виробництва фірми «Рафаель» (з дистанційним управлінням, це знижує ризик його використання для екіпажу). Також встановлена термодимова апаратура, що створює димову завісу шляхом уприскування палива у вихлопний колектор.

### Серійні зразки
- «Ахзарит» Mk.1 — встановлено двигун потужністю 650 к.с.
- «Ахзарит» Mk.2 — встановлено двигун потужністю 850 к.с.
- на деякі бронетранспортери замість 7,62-мм дистанційно керованого кулемета встановлено 12,7-мм дистанційно керований кулемет.
- броньована медико-санітарна машина на базі «Ахзарит» створена в 2005 році.[2]

## Бойове застосування
«Ахзарит» знаходиться на озброєнні армії Ізраїлю і застосовується в міських умовах, у яких застарілі бронетранспортери М113 не настільки ефективні через застосовування бойовиками протитанкових гранатометів. Використовується в піхотних бригадах Голані і Гіваті>.

## Оператори
- Ізраїль — близько 200 одиниць, станом на 2016 рік[5]